# تیم ملی فوتبال زنان هائیتی
تیم ملی فوتبال زنان هائیتی نمایندهٔ فوتبال کشور هائیتی در ردهٔ زنان است که تحت نظارت فدراسیون فوتبال هائیتی قرار دارد.
این تیم برای اولین بار به جام جهانی فوتبال زنان ۲۰۲۳ صعود کرد.